# Арчер, Жюль
Жюль Арчер (англ. Jules Archer, 27 января 1915 — 13 ноября 2008) — американский писатель, написавший много томов научно-популярной истории для широкой аудитории и молодёжи. Арчер учился в средней школе Девитта Клинтона в Нью-Йорке и в Городском колледже Нью-Йорка, где получил степень в области рекламы.
Арчер служил четыре года во время Второй мировой войны в ВВС США на Тихоокеанском театре военных действий. Он был автором многих книг по истории, политическим событиям и личностям США, в том числе «Заговор с целью захвата Белого дома: шокирующая правдивая история заговора с целью свержения Франклина Рузвельта» и «Бойцы джунглей: опыт военного корреспондента в кампании Новой Гвинеи».
Жюль Арчер прожил остаток своей жизни в Скоттс-Вэлли, Калифорния. Его документы хранятся в библиотеках Орегонского университета.

## Избранные произведения
- Battlefield President Dwight D. Eisenhower
- Fighting Journalist Horace Greeley
- Front-Line General Douglas MacArthur
- Man of Steel Joseph Stalin, Julian Messner 1965
- Twentieth Century Caesar Benito Mussolini
- Angry Abolitionist William Loyd Garrison, Julian Messner 1969
- The Philippines' Fight for Freedom, Crowell-Collier Press 1970, ISBN 978-0-02-705640-2
- Treason in America: Disloyalty Versus Dissent, E P Dutton 1971, ISBN 978-0-8015-7932-5
- Ho Chi Minh: Legend of Hanoi, Bailey Bros.& Swinfen Ltd 1973, ISBN 978-0-561-00153-1
- They Made a Revolution, 1776, 1975
- The Plot to Seize the White House, 1973/2007
- Mexico and the United States, 1973
- The Incredible Sixties: The Stormy Years That Changed America, 1986
- Who's Running Your Life?: A Look at Young People's Rights, Harcourt Brace Jovanovich 1979, ISBN 978-0-15-296058-2
- Resistance, 1973
- They Had a Dream: The Civil Rights Struggle, 1993
- Winners and Losers: How Elections Work in America, 1984
- Mao Tse-Tung, 1972
- Breaking Barriers: The Feminist Revolution from Susan B. Anthony to Margaret ..., 1998
- You Can't Do That to Me: Famous Fights for Human Rights, 1980, ISBN 0027056007